# کلیسای سارگیس مقدس، تسووینار
کلیسای سارگیس مقدس، (ارمنی: Սուրբ Սարգիս եկեղեցի; انگلیسی: Saint Sarkis Church) یک کلیسا حواری ارمنی واقع در روستای تسووینار، در استان آراگاتسوتن، ارمنستان می‌باشد. ساخت و ساز این ساختمان سده‌های ۱۲ام تا ۱۳ام میلادی؛ به پایان رسید. این بنا به سبک معماری ارمنی طراحی شده‌است.

## نگارخانه

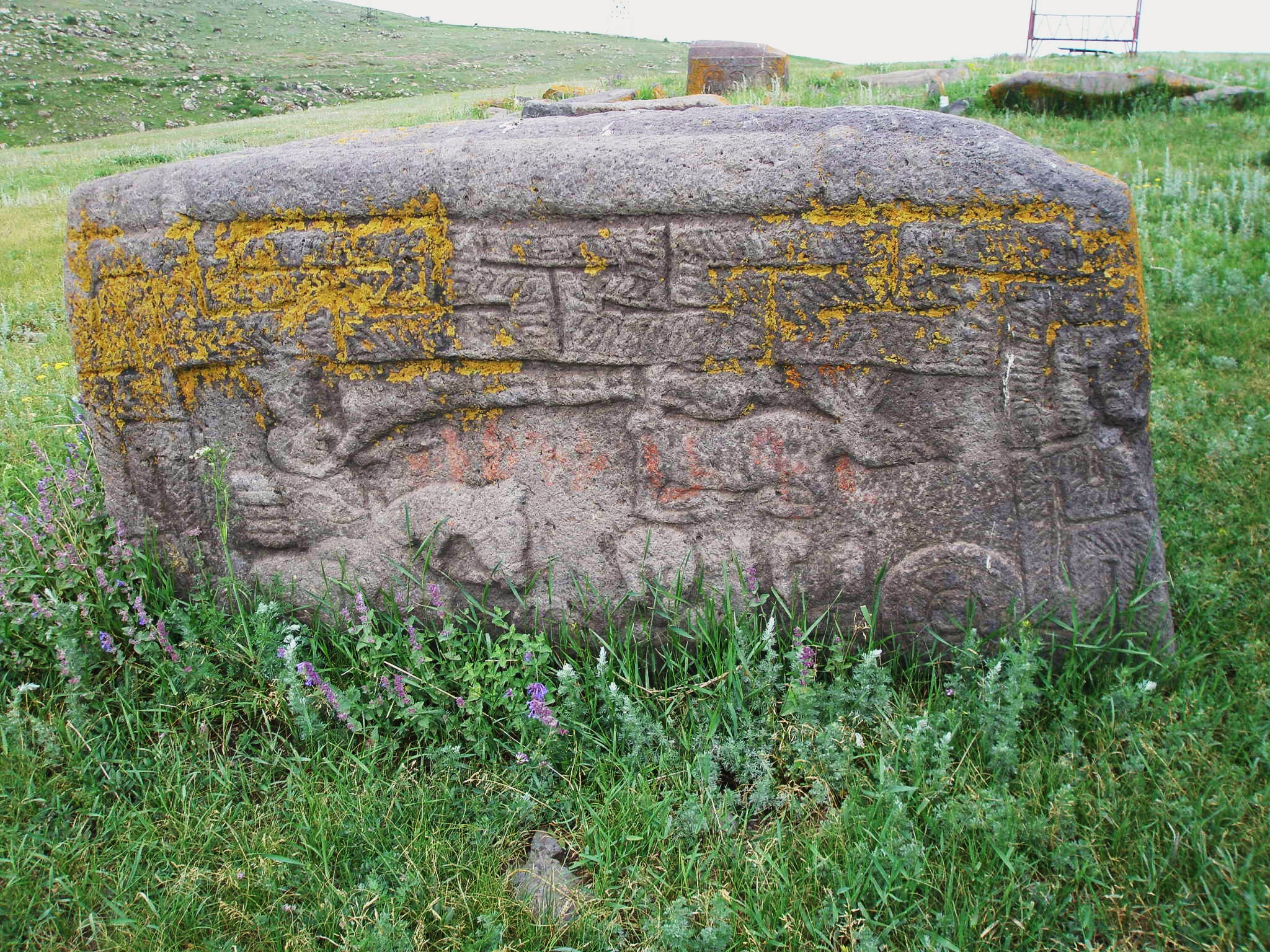